# یوسف‌خان کندی
یوسف خان کندی یک روستا در ایران است که در استان اردبیل واقع شده‌است. یوسف خان کندی ۱۲۴ نفر جمعیت دارد.